# Модель Солнечной системы в Загребе
Модель Солнечной системы в Загребе «Девять видов» (хорв. Prizemljeni Sunčev sustav «Devet pogleda») — модель Солнечной системы, расположенная в городе Загреб (Хорватия).

## Описание
Центром композиции является скульптура «Приземлившееся Солнце». Она была создана Иваном Кожаричем и впервые выставлена в 1971 году у Хорватского национального театра, где через некоторое время подверглась воздействию огня и была сильно повреждена. С тех пор местоположение «Солнца» несколько раз менялось, и с 1994 года оно, по-прежнему в немного повреждённом виде, покоится на улице Боговичевой у посольства Швейцарии. Оно представляет собой обычную бронзовую сферу диаметром около двух метров.
В 2004 году художник Давор Прейс проводил в Загребе свою двухнедельную выставку, а перед отъездом разместил по городу девять сфер разного размера из нержавеющей стали, символизирующих планеты Солнечной системы. Размеры «планет» и их расстояние от «Солнца» имеют масштаб 1:680 000 000. Эту работу Прейс провёл без огласки, поэтому о том, что в Загребе расположена целая Солнечная система, мало кто знает, даже многие горожане не в курсе этого. Первая попытка отыскать все «девять планет» была предпринята в ноябре 2004 года на веб-форуме студентов хорватского физического общества.
Местоположение объектов
- Солнце — улица Боговичевой, 3 — у посольства Швейцарии
- Меркурий — улица Маргаретская, 3; 75 метров от «Солнца»[2]
- Венера — площадь Бана Йосипа Елачича, 3; 141,1 метров от «Солнца»
- Земля — улица Варшавская, 9; 193,7 метров от «Солнца», диаметр шара — 1,9 см
- Марс — улица Ткалшичева[англ.], 21; 295,2 метров от «Солнца»
- Юпитер — улица Вочарская, 71; 1176 метров от «Солнца», диаметр шара — 28 см[2]
- Сатурн — улица Рашичева, 1; 1851,2 метров от «Солнца»
- Уран — Сигет, 9 (не у жилого здания, а у гаража напротив); 3718,2 метров от «Солнца»
- Нептун — Козари, 17; 5833,5 метров от «Солнца»
- Плутон[6] — аллея Болонья (в подземном переходе); 7658,6 метров от «Солнца», диаметр шара — 3 мм[2]

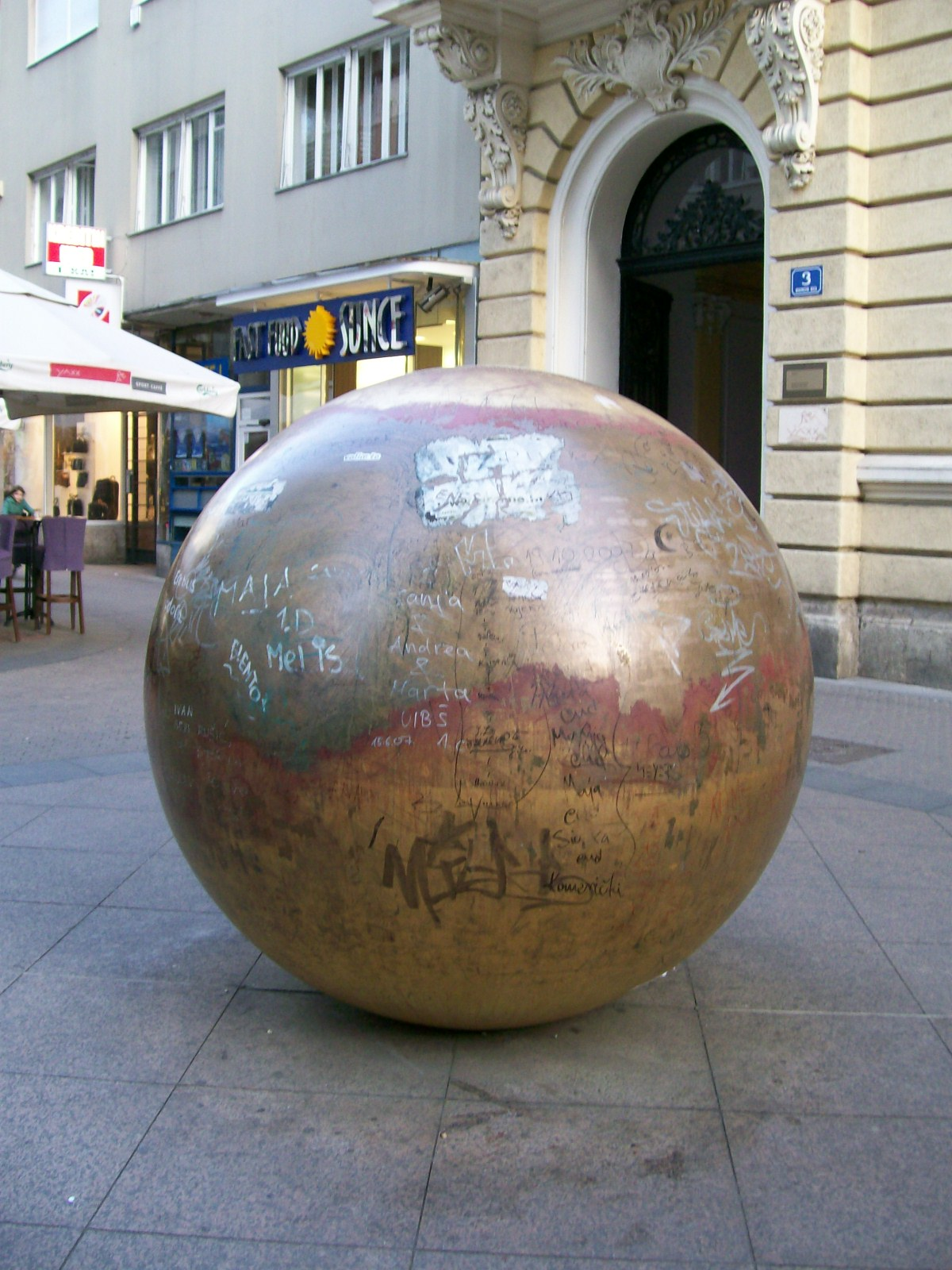
Солнце
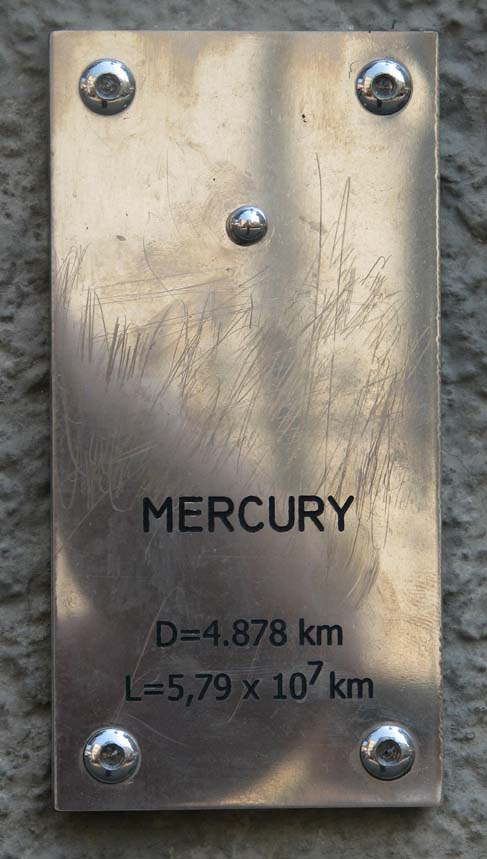
Меркурий
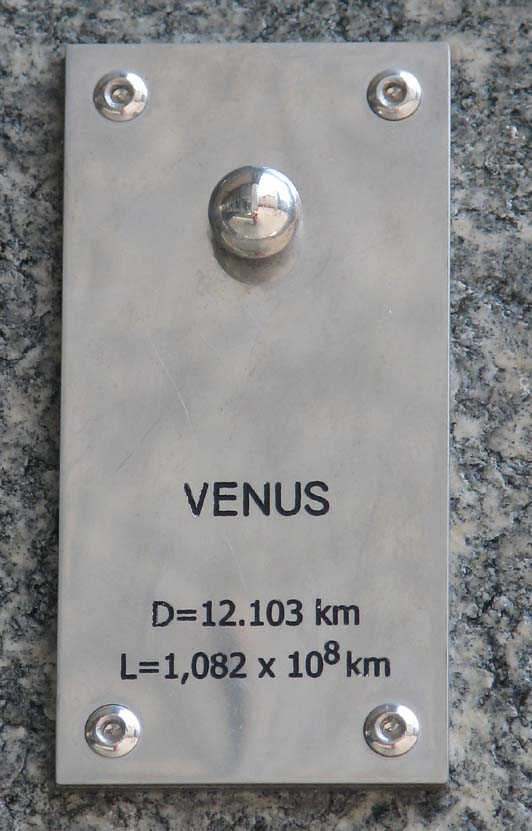
Венера
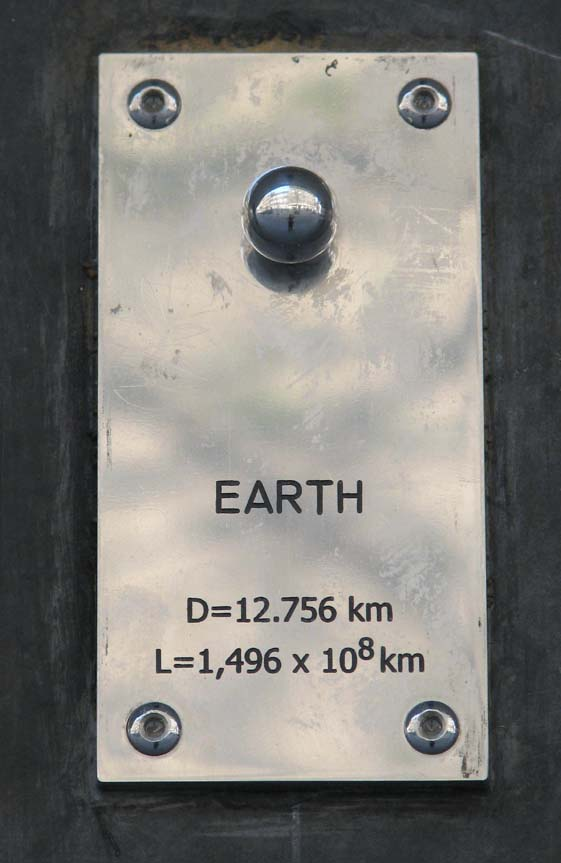
Земля
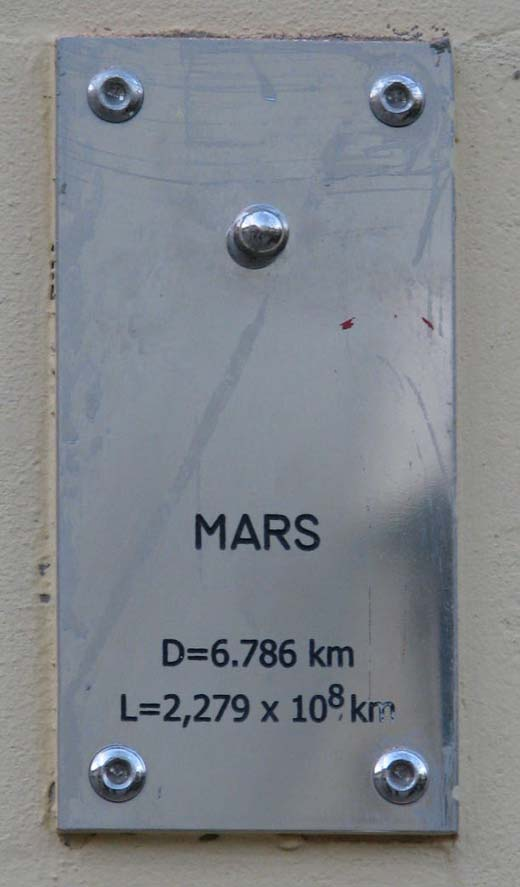
Марс
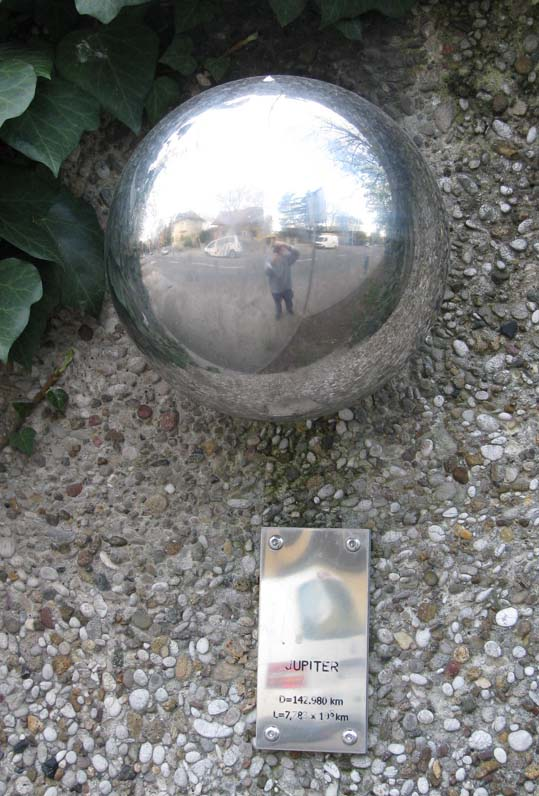
Юпитер
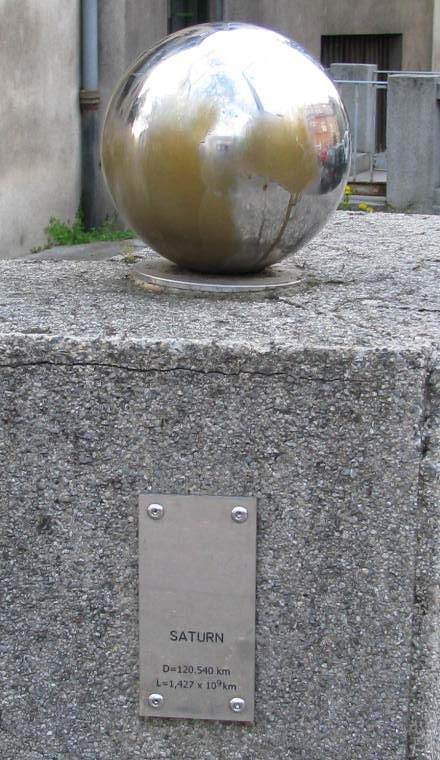
Сатурн
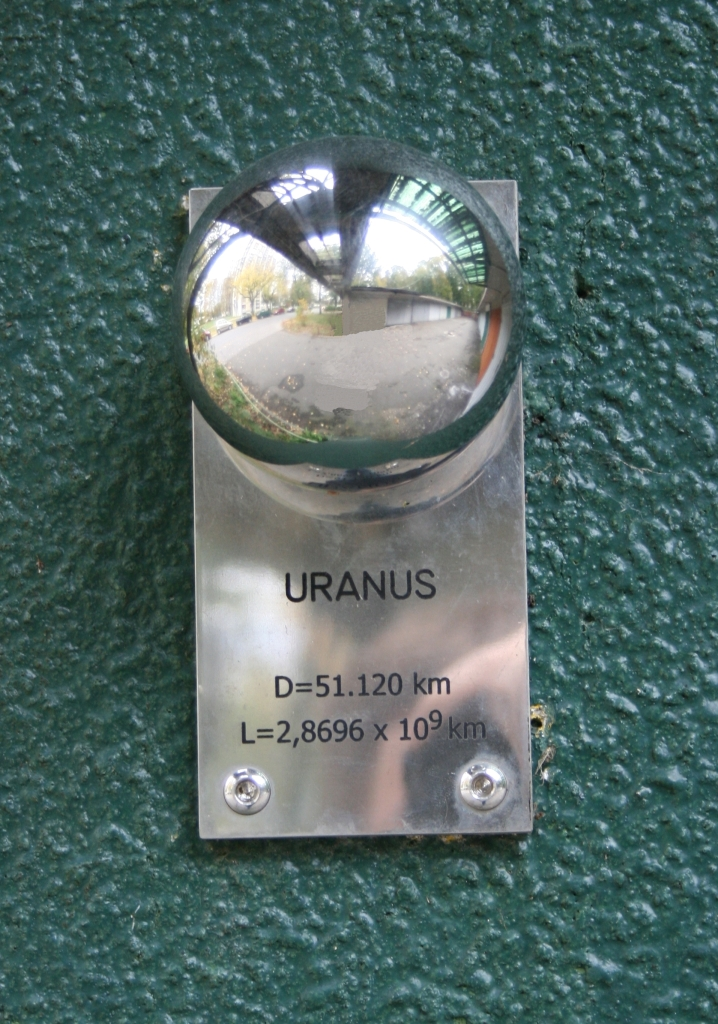
Уран
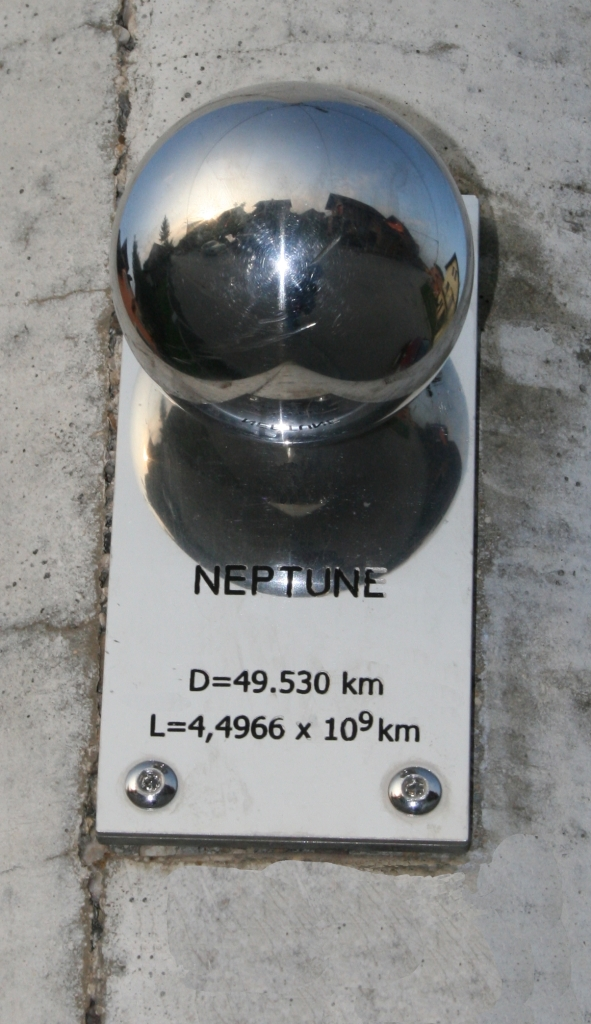
Нептун
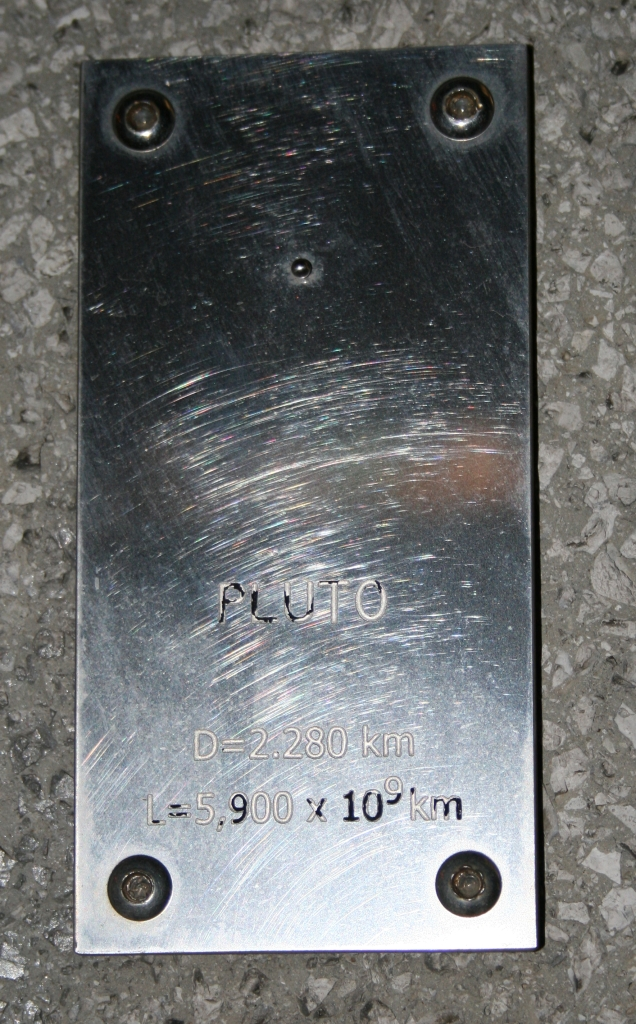
Плутон